# 黒川みどり
黒川 みどり（くろかわ みどり、1958年 -　）は、日本の歴史学者。被差別部落史が専門。学位は、博士（文学）（早稲田大学・2000年）（学位論文「異化と同化の間 -近代社会における被差別部落認識」）。静岡大学学術院教育学領域教授。

## 略歴
三重県津市出身。三重県立津高等学校を経て、1981年早稲田大学第一文学部日本史学専攻卒業、1990年同大学院博士課程満期退学。2000年「異化と同化の間 -近代社会における被差別部落認識」で早稲田大学より博士（文学）の学位を取得。静岡大学教育学部助教授、2001年教授。2000年から2001年ミネソタ大学歴史学科客員研究員。

## 著書
- 『異化と同化の間 被差別部落認識の軌跡』（青木書店、シリーズ日本近代からの問い） 1999.4 ISBN 4250990141岩波現代文庫2021
- 『共同性の復権 大山郁夫研究』（信山社） 2000.7 ISBN 4797219343
- 『地域史のなかの部落問題 近代三重の場合』（部落解放・人権研究所、解放出版社） 2003.3 ISBN 475924218X
- 『つくりかえられる徴 日本近代・被差別部落・マイノリティ』（部落解放・人権研究所、解放出版社） 2004.11 ISBN 4759240411
- 『部落差別と解放へのあゆみ 近代三重県における』（反差別・人権研究所みえ） 2009.1
- 『近代部落史 - 明治から現代まで』（平凡社、平凡社新書） 2011.2 ISBN 4582855695
- 『描かれた被差別部落 - 映画の中の自画像と他者像』（岩波書店） 2011.4 ISBN 4000222856
- 『被差別部落に生まれて　石川一雄が語る狭山事件』(岩波書店)　2023.5　ISBN　97840002455

### 共編著
- 『米騒動と被差別部落』（藤野豊, 徳永高志共著、雄山閣出版） 1988.5 ISBN 4-639-00723-X
- 『人物でつづる被差別民の歴史』（中尾健次共著、部落解放・人権研究所編、解放出版社） 2004.6 ISBN 4759241159
- 『続 人物でつづる被差別民の歴史』（中尾健次共著、部落解放・人権研究所編、解放出版社） 2006.4 ISBN 4759240438
- 『<眼差される者>の近代 部落民・都市下層・ハンセン病・エスニシティ』（部落解放・人権研究所） 2007.10 ISBN 978-4759241198
- 『近現代部落史 再編される差別の構造』（藤野豊共編、有志舎） 2009.5 ISBN 4903426246
- 『部落史研究からの発信 第2巻（近代編）』（編著、部落解放・人権研究所） 2009.6 ISBN 4759240519
- 『もっと知りたい部落の歴史 近現代20講』（朝治武, 吉村智博, 渡辺俊雄共著、解放出版社） 2009.12 ISBN 4759240551
- 『近代日本の「他者」と向き合う』（部落解放・人権研究所） 2010.10 ISBN 475924123X
- 『差別の日本近現代史』（藤野豊共著、岩波書店） 2015.3 ISBN 978-4-00-029158-3
- 『入門 被差別部落の歴史』（寺木伸明共著、解放出版社） 2016.5 ISBN 978-4-7592-4063-4

## 論文
- 「現代の部落問題と人種主義」（朝治武, 谷元昭信, 寺木伸明, 友永健三共編著、解放出版社、『部落解放論の最前線 多角的な視点からの展開』） 2018.12　ISBN 978-4-7592-1034-7

## 出演

### 映画
- 「私のはなし 部落のはなし」（2022年、東風）[2]

監督：満若勇咲　プロデューサー：大島新